# Mathmos

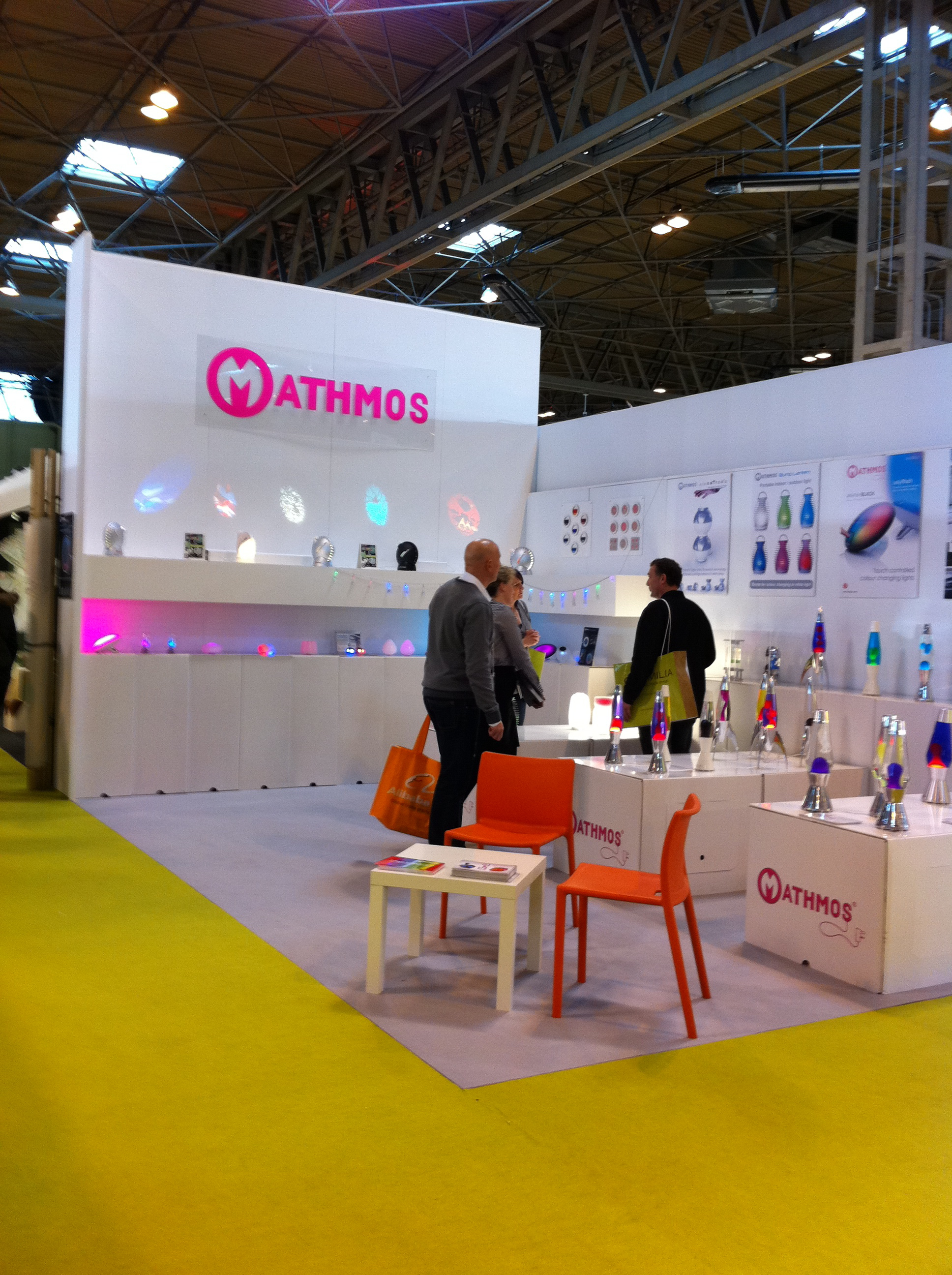
Mathmos, exposição comercial em Birmingham, Inglaterra, setembro de 2011

A Mathmos é uma empresa britânica que comercializa produtos de iluminação, sendo o mais famoso a lâmpada de lava inventada pelo seu fundador Edward Craven Walker. Tem a sua sede na sua fábrica situada em Poole, Dorset.

## História da empresa

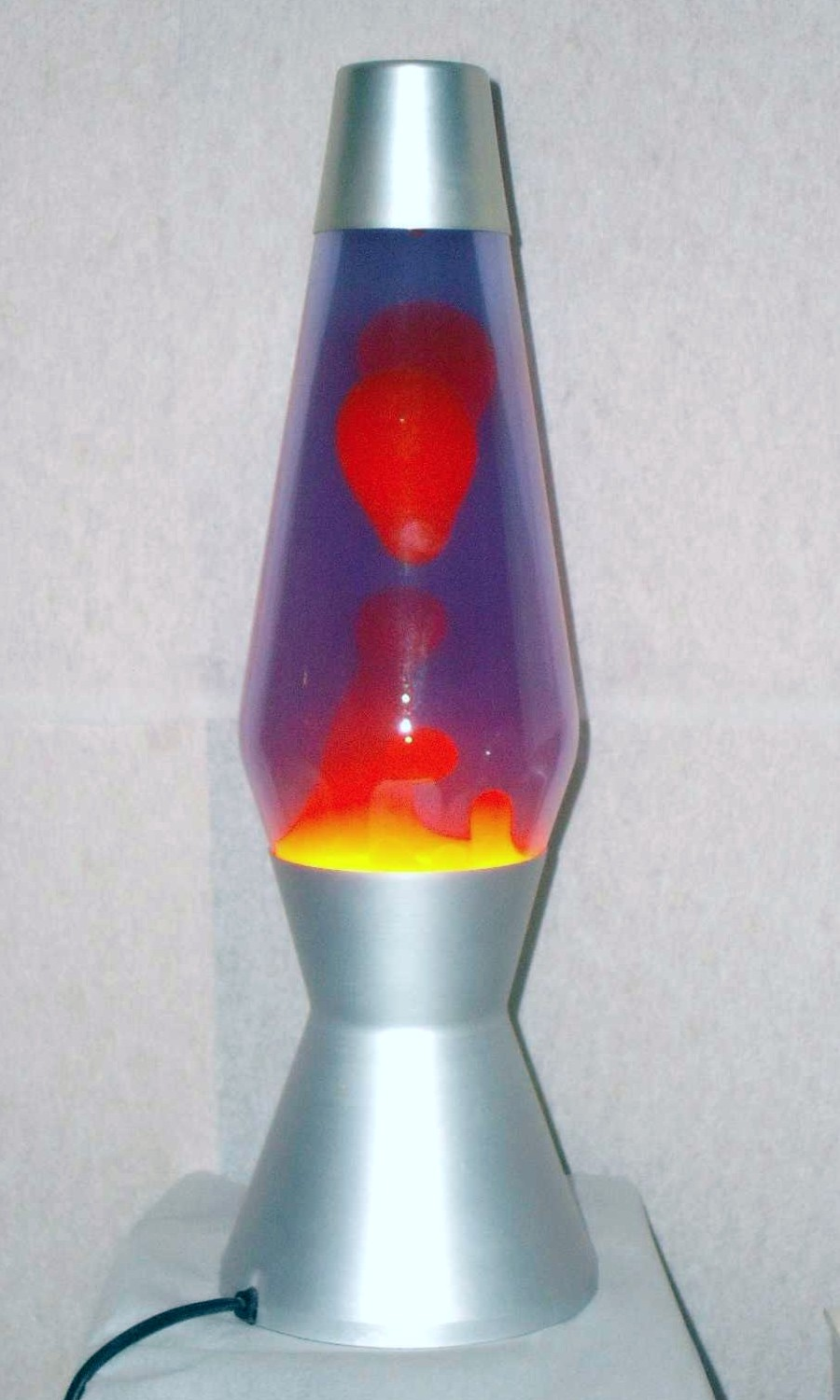
Uma luminária de lava original da Mathmos, modelo "Astro", conforme vendida na década de 1990. O item retratado é a versão mais comum desse modelo, embora alguns detalhes tenham mudado ao longo dos anos.

A lâmpada Astro, ou a lâmpada de lava, foi inventada em meados de 1963 por Edward Craven Walker. Essa lâmpada foi adaptada a partir da conceção de um temporizador em forma de ovo encontrado num bar situado em Dorset, Inglaterra. Edward e Christine Craven-Walker licenciaram o produto para uma série de mercados externos, continuando a fabricar para o mercado europeu sob a denominação original da empresa, Crestworth. Os direitos de produção e comercialização da lâmpada no mercado americano pela duração da patente foram vendidos em 1966 à Lava Simplex International. A empresa americana encerrou atualmente a fábrica americana e tem produzido as lâmpadas de lava na China.
Na Europa, os projetos originais da lâmpada de lava de Craven-Walker têm sido produzidos de modo contínuo desde o início da década de 1960, sendo atualmente ainda fabricados pela Mathmos em Poole, Dorset, no Reino Unido. A fórmula da lâmpada de lava da Mathmos, desenvolvida inicialmente por Craven-Walker na década de 1960 e posteriormente melhorada com a sua ajuda na década de 1990, ainda é utilizada.
A comercialização das lâmpadas de lava da Mathmos tem enfrentado uma série de altos e baixos. Após comercializar milhões de lâmpadas em todo o mundo nas décadas de 1960 e 1970, as mesmas não renasceram antes da década de 1990. Em 1989, Cressida Granger e David Mulley assumiram a gestão da empresa original de Walker, Crestworth, situada em Poole, Dorset e, em 1992, alteraram a sua denominação para Mathmos. Atualmente comercializa lâmpadas de lava e outra iluminação ambiente.

O nome advém do filme de 1968 Barbarella. Mathmos (ou matmos) refere-se a um fervente lago de lava situado sob a cidade de Sogo.
O novo lançamento das lâmpadas de lava originais na década de 1990 voltou a verificar um forte crescimento de vendas para a Mathmos, de 10.000 lâmpadas num ano em 1989 para 800.000 lâmpadas num ano em 1999. A Mathmos ganhou dois Prémios da Rainha para Comércio Internacional e uma série de outros prémios empresariais. Edward Craven-Walker permaneceu como consultor e diretor empresarial na Mathmos até à sua morte no ano 2000.

## A Mathmos Moderna
Desde 1999, sob a propriedade exclusiva de Cressida Granger, que a Mathmos tem ampliado a sua gama de produtos, mantendo e fabricando a gama clássica de lâmpadas de lava da Mathmos. A Mathmos desenvolve novos produtos quer a nível interno, com o Mathmos Design Studio, quer com uma série de projetistas externos, como Ross Lovegrove  e El Ultimo Grito.
As novas linhas incluem uma gama de luzes LED recarregáveis e que mudam de cor, muitas das quais ganharam prémios de conceção. A Mathmos tem também vindo a desenvolver novas tecnologias de iluminação, como a tecnologia Airswitch, que permite ao utilizador ligar e desligar luzes, bem como diminuir ou aumentar a intensidade da luz ao mover uma mão sobre a lâmpada.
Além disso, em 2009, a Mathmos inovou com a sua gama de lâmpadas de lava, lançando a Fireflow, a primeira lâmpada de lava tealight. Em 2011, a Mathmos lançou a Smart Astro, o primeiro chip de mudança de cor que controla lâmpadas de lava. A Mathmos comemora o seu 50.º aniversário em 2013.   

## Prémios comerciais e de marketing
Prémio da Rainha para Comércio Internacional, 2000 e 1997 

Fast Track 100 (3.º fabricante de mais rápido crescimento, 1999) 

Yell Award, melhor site comercial, 1997  

Site Design Week, Melhor Consumidor, 1998

## Prémios de conceção de produtos
Sombra da lâmpada “Grito”: Prémio Red Dot, 2006

Candeeiro “Airswitch tc”: Vencedor Gift Magazine Design Homewares, 2005.

Louvor “Aduki”, Design Week, 2003

Candeeiro “Tumbler”: Prémio Form, 2001, Prémio Red Dot, 2002, Louvor Design Week, 2002

“Fluidium”: Design Week, finalista do melhor produto para o consumidor, 2001, FX Magazine, finalista de melhor produto de iluminação, 2000

Candeeiro “Bubble”: Prémio Industrial Design Excellence Award (IDEA), 2001, 

Louvor D&AD, 2001

Prémio Red Dot, 2001

Prémio Light Magazine, Iluminação Decorativa, 2001

## Exposições e anuários de conceções
Exposição da Lâmpada de Lava Vintage da Mathmos, 2009, Festival de Design de Londres 

Exposição “Astro” Design Icons, Museu Harrods & Design, 2008

“Telstar”, Space Age, Museu da Infância, 2007

“Bubble, Airswitch tc, aduki ni, grito”, todas na coleção permanente da V&A de 2006 

“Airswitch tc” V&A “Touch Me”, exposição primavera de 2005

“Fluidium”, “Blobjects and Beyond”, San Jose Museum of Art, 2005

‘Bubble”, Great Expectations, Exposição do Design Council, 2003

Candeeiro “Aduki”: International Design Year Book, 2003

“Tumbler”, International Design Year Book, 2002.

“Bubble”, “Skin”, exposição no Cooper Hewitt Museum, Nova Iorque, 2001

“Bubble”, exposição do Design Council, Nova Iorque, 2002, International Design Year Book 2001

## Hiperligações externas
- http://www.mathmoseurope.eu/
- Mathmos Story